# Езерский, Николай Фёдорович
Николай Фёдорович Езерский (24 декабря 1870, Дрезден — 14 января 1938, Будапешт) — присяжный поверенный, депутат Государственной думы I созыва от Пензенской губернии, в эмиграции православный священник.

## Биография
Родился 12 (24) декабря 1870 года в Дрездене в семье Фёдора Венедиктовича Езерского (1836—1916); мать — Александра Николаевна, урождённая княжна Гагарина (1826 — 06.05.1905).
В 1889 году окончил 1-ю Московскую гимназию, в 1894 году — юридический факультет Московского университета. С мая 1895 года служил по ведомству Министерства народного просвещения; в мае 1898 года был произведён в титулярные советники.
В 1900 году в Историческом музее в рамках программы «Московского общества взаимопомощи рабочих в механическом производстве», организованного Зубатовым, Н. Ф. Езерский (совместно с В. Э. Деном, В. И. Анофриевым, А. Э. Вормсом, А. А. Мануиловым, В. Г. Виленцом и И. Х. Озеровым) читал лекции рабочим завода Листа.
С февраля 1902 года — инспектор дирекции народных училищ по Мокшанскому и Городищенскому уездам Пензенской губернии. В 1902—1913 годах (с перерывами) был членом Правления Пензенской общественной библиотеки имени М. Ю. Лермонтова, секретарём Правления Пензенского общества имени А. С. Пушкина.
В 1905—1906 годах — соредактор (совместно с В. Н. Ладыженским) пензенской газеты «Перестрой». За выпуск двух номеров, казавшихся пензенскому губернатору особенно вредными, на Н. Ф. Езерского и В. Н. Ладыженского было заведено уголовное дело. Однако 29 августа 1906 по представлению прокурора окружного суда дело было закрыто. Езерский сотрудничал в газете «Русские ведомости», а также «Вестнике Пензенского земства» и «Пензенском городском вестнике». Член Конституционно-демократической партии, один из инициаторов создания её Пензенского бюро, с ноября 1905 глава пензенской группы партии кадетов, П. В. Голов, В. Н. Умнов, М. Н. Ашанин, Кулябко-Корецкий. Отделения конституционно-демократической партии были созданы в Мокшане, Керенске, Нижнем Ломове, Саранске и Чембаре.
Езерский считал, что «революцию можно было направить на плодотворный и законодательный путь, но для этого надо было оставаться во главе освободительного движения. Не повторением либеральных фраз, не состязанием на левость можно было обеспечить себе влияние, а практической работой, результаты которой создали бы в народе доверие к партии».
14 апреля 1906 года Н. Ф. Езерский был избран в Государственную думу I созыва от общего состава выборщиков Пензенского губернского избирательного собрания. Входил в Конституционно-демократическую фракцию. Состоял членом комиссии по исполнению государственной росписи доходов и расходов, издательской комиссии. Выступал по Наказу, по аграрному вопросу. Во время работы в Думе Езерский публиковался не только в пензенских газетах, но и в новой газете П. Б. Струве «Дума». В выступлении 16 мая 1906 года Езерский резко критиковал пензенского губернатора С. А. Хвостова, за приказ представителю общеземской организации по борьбе с голодом графу П. М. Толстому в трёхдневный срок покинуть губернию.
В июне 1906 года, по решению ЦК кадетской партии приобщить широкие слои населения к общественно-политической жизни, разделив страну на лекционные округа, депутат Езерский посетил Пензенскую губернию. На станции Воейково его встречали сотни крестьян во главе с волостным старшиной и сельским старостой. 9 июня Езерский сделал доклад о деятельности Думы. В газете «Перестрой» было опубликовано его воззвание, где он призывал «заниматься политическим воспитанием народа». Численность пензенской организации кадетов достигала 400 человек.
10 июля 1906 года в Выборге подписал «Выборгское воззвание» и распространял его в Пензенской губернии, выступал на митингах, убеждая не платить подати и не давать рекрутов. Был осуждён по ст. 129, ч. 1, п. п. 51 и 3 Уголовного Уложения, приговорён к 3 месяцам тюрьмы и лишён права быть избранным. Отбывал наказание в петербургской тюрьме «Кресты», одновременно с В. Д. Набоковым. По неизвестным причинам отказался от прогулок.
С 1908 года занимался в Санкт-Петербурге общественной деятельностью, организовал общеобразовательные курсы, читал публичные лекции. В 1911—1912 гг. был помощником присяжного поверенного. После переезда в Москву занимался преподавательской и журналистской деятельностью — автор многих популярных брошюр и статей.
После смерти в 1916 году отца, Николай Фёдорович передал под санаторий для больных счетоводов его Амзайскую дачу под Новороссийском.
После Февральской революции 1917 года вернулся в Пензу, редактировал новую конституционно-демократическую газету «Пензенская речь»; на её страницах высказывал озабоченность растущим классовым, групповым эгоизмом, дестабилизацией положения в стране (по его словам, «вместо политической гражданской свободы каждый добивается для себя лично неограниченной свободы действий, вместо общей работы над созданием общенародных государственных учреждений отдельная кучка граждан старается оградить свои выгоды, добиться независимости или даже власти над другими, не думая о справедливых требованиях других граждан, ни об укреплении общей свободы»). Баллотировался по списку конституционных-демократов на выборах в Учредительное собрание, но потерпел неудачу.
Не признал власть большевиков; по его мнению, «большевизм нынешний — это распутинство революции с такой же ложью, подкупностью и предательством». В Гражданскую войну сражался в рядах Добровольческой армии. В Новороссийске Н. Ф. Езерский был членом правления общества формирования боевых отрядов для пополнения частей Добровольческой армии (председатель правления — князь Павел Долгоруков, товарищи председателя — генерал Н. А. Обручев и профессор А. В. Маклецов)
С 1919 года находился в эмиграции в Сербии, где совместно с генералом Н. А. Обручевым и редактором газеты «Русское время» К. К. Парчевским был учредителем «Русской торговой артели», поставившей целью организовать на Балканах русское издательское дело. Затем переехал во Францию, и там принял сан священника. В конце 1920-х гг. — настоятель православного прихода в Гренобле. С декабря 1928 года издавал «Листок православного русского прихода в департаментах Изер и Альп». Был одним из организаторов православного студенческого кружка в Гренобле. Одновременно служил в храме свт. Николая в г. Аржантьер и в различных православных приходах департамента Верхних Альп. Позднее был переведен на служение в православном приходе в Берлине на Находштрассе. С января 1932 служил в Будапеште. Печатал проповеди в газете «Меч» (Варшава).
Скончался 14 января 1938 года в Будапеште; был похоронен на городском кладбище.

## Сочинения
- Кустарная промышленность и её значение в народном хозяйстве. — М.: т-во тип. А. И. Мамонтова, 1894. — [4], 124 с.
- Император Александр Второй и его деяния. 2-е изд. — Пенза : Паровая типо-лит. В. Н. Умнова, 1904. — 16 с. : портр.
- Государственная дума первого созыва. — Пенза : типо-лит. Е. М. Грушецкой, 1907
- Религия и политика // Русская Мысль. — 1907. — № 1
- Одиночное заключение // Московский еженедельник. — 1908. — № 20-21.
- Джемс и теория прагматизма // Вестник Европы. — 1910. — № 11.
- Избранные стихотворения для детей / Сост. Н. Ф. Езерский. Кн. 1-2. — Москва : В. М. Саблин, 1911.
- Что такое земство и что оно сделало для народа. — Пенза : скл. изд. у авт., 1914 (тип. бр. Соломоновых). — 28 с.
- Общедоступные очерки политической экономии : Вып. 1-3 / Н. Ф. Езерский. — Санкт-Петербург ; Москва : [скл. изд.] на счетоводных курсах Ф. В. Езерского, 1914—1915.
- Чем силен немец и как его победить? / [Соч.] Н. Езерского. — М. : скл. изд.: Счетовод. курсы Ф.В. Езерского, 1915. — 36 с. — (Народные беседы; 1).
- Наши союзники англичане. — М.: Скл. изд.: на Счетовод. курсах Ф.В. Езерского, [1916]. — 36 с. — (Народные беседы; 2).
- Наши союзники - французы. — М. : Скл. изд.: Счетовод. курсы Ф.В. Езерского, 1916. — 16 с. — (Народные беседы; 3).
- Наши союзники - бельгийцы. — М. : Скл. изд. на Счетовод. курсах Ф.В. Езерского, 1916. — 15 с. — (Народные беседы; 4).
- Сельскохозяйственные дружины учащихся средних учебных заведений. — М. : тип. «Крест. календаря», 1916. — 20 с.
- Почему нельзя верить немцам. — М., 1917.
- Наши союзники - англичане. — М. : Преподаватели Моск. ун-та, 1917. — 32 с. — (Народные беседы; № 6).
- Право и революция. — Москва : Изд-во преп. Моск. ун-та, 1917. — 16 с. — (Народные беседы; № 22).
- Чего хотят немцы и чего хотим мы с союзниками? / Н. Езерский. — Москва : Моск. просвет. комис. при Врем. ком. Гос. думы, 1917. — 32 с., из них 1 с. объявл.
- Что такое государство. — Новороссийск : Электро-тип. «Черноморские газеты», 1919. — 16 с.
- Англичане. — Новороссийск. 1919